# Salto de Pirapora
Salto de Pirapora là một đô thị ở bang São Paulo của Brasil. 
Đô thị này có vị trí địa lý vĩ độ 23º38'56" độ vĩ nam và kinh đô là 47º34'24" oeste, estando a uma altitude de 630 mét. Dân số năm 2004 là 40.063 người. Diện tích là 280,312 km². 

## Dân số
Dữ liệu điều tra dân số năm 2000
Tổng dân số: 35.072
- Thành thị: 27.384
- Nông thôn: 7.688
- Nam giới: 17.593
- Nữ giới: 17.479

Mật độ dân số (người/km²): 125,12
Tỷ lệ tử vong trẻ dưới 1 tuổi (trên 1 triệu cháu): 14,69
Tuổi thọ bình quân (tuổi): 71,86
Tỷ lệ sinh (trẻ trên mỗi bà mẹ): 2,81
Tỷ lệ biết đọc biết viết: 89,09%
Chỉ số phát triển con người (bình quân): 0,771
- Chỉ số phát triển con người (thu nhập): 0,685
- Chỉ số phát triển con người (tuổi thọ): 0,781
- Chỉ số phát triển con người (giáo dục): 0,847

(Nguồn: IPEADATA)